# Kody Andrews
Kody Andrews (ur. 12 czerwca 2000) – nowozelandzki judoka. 
Uczestnik mistrzostw świata w 2022 i 2023. Startował w Pucharze Świata w 2019, 2022 i 2023. Srebrny medalista igrzysk wspólnoty narodów w 2022. Siódmy na mistrzostwach Oceanii w 2022 roku.